# Lex Papia Poppaea
La Lex Papia Poppaea (9 d.C.) fa parte della legislazione augustea e, assieme alla Lex Iulia de Maritandis Ordinibus del 18 a.C. e alla Lex Iulia de Adulteriis Coercendis del 17 a.C. (delle quali rappresenta un completamento), aveva lo scopo di frenare il diffondersi del celibato, incoraggiando e rafforzando il matrimonio e la natalità.
Essa includeva, inoltre, degli interventi contro l'adulterio.
La legge suggeriva delle età convenzionali entro le quali occorreva contrarre matrimonio (dai 25 ai 60 anni per gli uomini; dai 20 ai 50 anni per le donne). Decorso questo lasso temporale, coloro che non avevano contratto matrimonio venivano dichiarati celibi e andavano incontro a sanzioni, le quali potevano anche gravare sull'eredità.
La legge fu introdotta dai consoli suffetti del 9 d.C. Marco Papio Mutilo e Quinto Poppeo Secondo, sebbene essi stessi fossero celibi.

## Storia

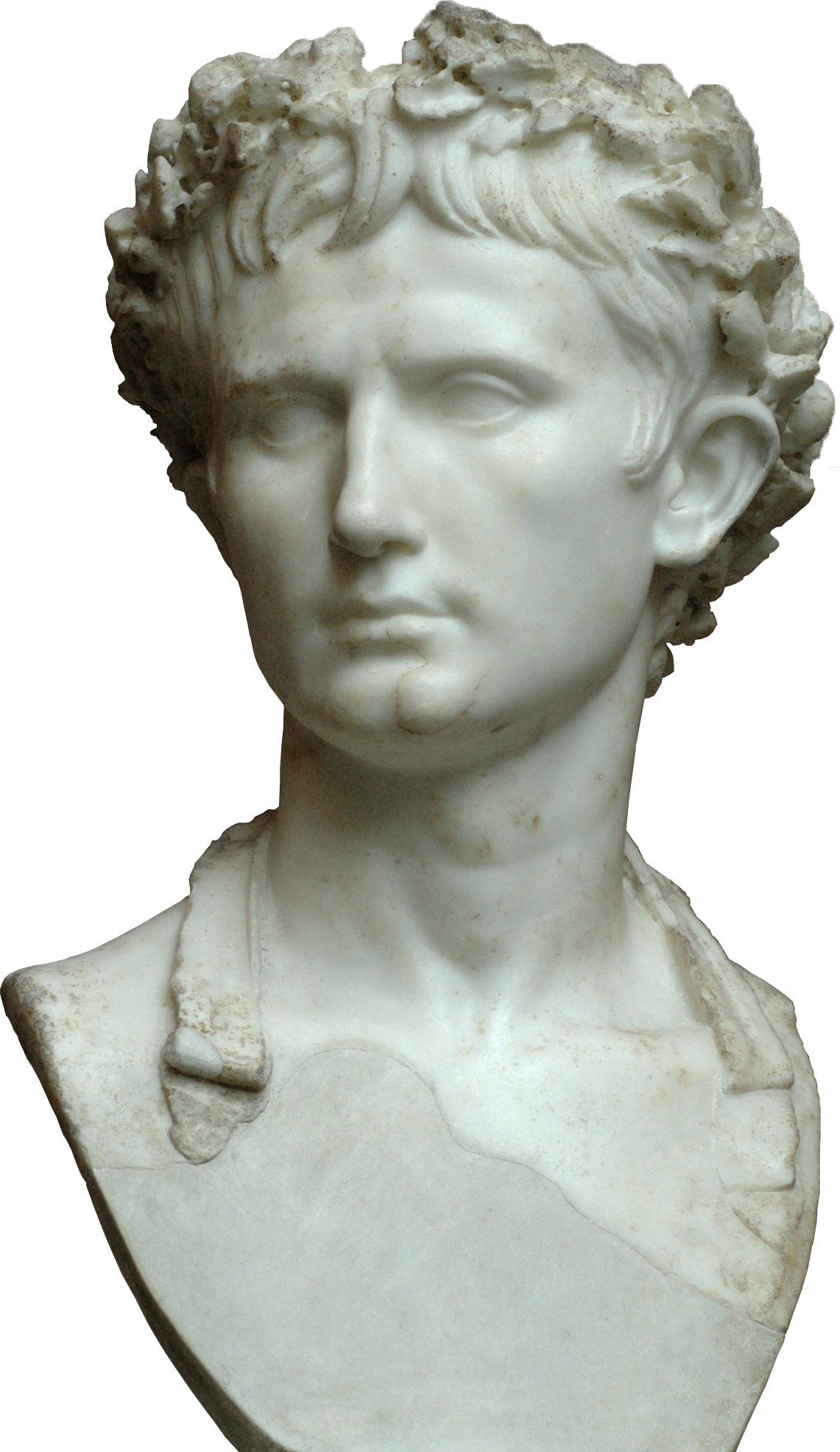
Busto di Augusto, fondatore dell'Impero romano.

Tacito menziona parecchie leges Iuliae (leggi giulie), attinenti a questioni morali e al matrimonio, e la Lex Papia Poppaea come successiva legge separata che affinava le leggi giulie.
Dal passaggio di Svetonio nelle Vite dei dodici cesari, alcuni scrittori [chi?] traggono la conclusione che la Lex Iulia de Maritandis Ordinibus del 18 a.C., fosse stata respinta e aggiungono che essa non fu applicata fino al 4 d.C..
Nell'anno 9 d.C., sotto il consolato di Marco Papio Mutilo e di Quinto Poppeo Secondo (consules suffecti), un'altra legge fu approvata sotto forma di emendamento e supplemento alla legge precedente, cosicché si iniziò a indicarle entrambe in maniera cumulativa come Lex Julia et Papia Poppaea, modo in cui queste due leggi sono spesso citate. Per il fatto che le due leggi sono anche citate separatamente si è concluso che non siano mai state convertite in una singola legge.
Il Digesta del VI secolo menziona unicamente la Lex Julia de Maritandis Ordinibus.
A seconda di come si faceva riferimento alle varie disposizioni, la legge era indicata con nomi diversi.
Talvolta era indicata come Lex Julia, talvolta Papia Poppaea, altre volte Lex Julia et Papia, alcune volte Lex de maritandis ordinibus, dal nome del capitolo che trattava dei matrimoni dei senatori, Lex marita, come anche a volte Lex caducaria, Lex decimaria, ecc., sempre dai nomi dei vari capitoli.
A proposito di queste leggi, dai giuristi romani furono realizzati molti commentari su queste leggi, di cui nel Digesto sono conservati frammenti considerevoli.
Su questa legge, Gaio scrisse 15 libri, Ulpiano ne scrisse 20 e almeno 10 libri scrisse Paolo.
La legge era costituita da almeno 35 capitoli, ma non è oggi possibile affermare, fra le parecchie disposizioni, così come sono ora note, a quale delle due leggi incluse sotto il nome di Lex Julia et Papia Poppaea esse appartengano.
Sia J. Gothofredus sia Heineccius tentarono di restaurare la legge, sulla base dell'assunto che le sue disposizioni sono riducibili ai due principi generali di una Lex maritalis e di una Lex caducaria.

## Disposizioni

### Idoneità della coppia
Le disposizioni di queste leggi proibivano il matrimonio di un senatore o di figli di un senatore con una libertina (una schiava emancipata), con una donna il cui padre o la madre avevano svolto una ars ludica (un ballerino, un attore, un gladiatore o altre attività di intrattenimento), con una prostituta, così come proibivano il matrimonio di un libertinus con la figlia di un senatore.
Se un'hereditas o un legatum (eredità) erano lasciati ad una persona che era nelle condizioni di non sposarsi, o in condizioni che in effetti impedivano il matrimonio, le condizioni erano illegali e il dono era incondizionato.
La condizione, però, poteva essere di non sposare una certa specifica persona o determinate persone indicate, o poteva essere, di sposare una persona in particolare; ma allora la persona doveva essere tale per cui la coppia fosse stata idonea, altrimenti la condizione sarebbe effettivamente la condizione di non sposarsi, e quindi il matrimonio era nullo.

### Promozione del matrimonio

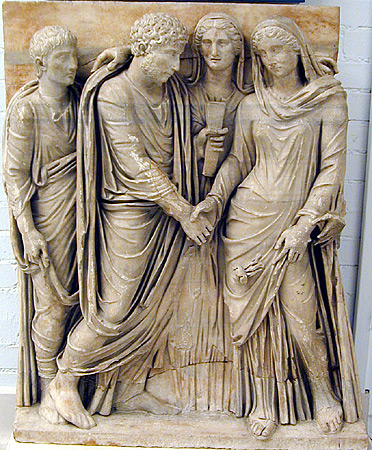
Matrimonio fra due cittadini romani. Sarcofago nel Museo di Capodimonte

Al fine di promuovere i matrimoni, furono imposte varie sanzioni su coloro che ancora vivevano in condizione di celibato dopo una certa età.
I celibi non potevano ricevere una hereditas (eredità) o un legatum (lascito). Qualora una persona fosse stata caelebs al momento del decesso del testatore, in assenza di altri motivi che, jure civili, le impedissero di essere erede, essa poteva ricevere l'hereditas o il legatum solamente se entro cento giorni avesse obbedito alla legge, cioè se entro tale termine si fosse sposato.
Se tale persona non avesse adempiuto agli obblighi di legge, il lascito diveniva caducum (cioè soggetto a incameramento).
La Lex Julia concedeva alle vedove il termine di un anno (vacatio) dalla morte del marito, mentre alle donne divorziate il termine di sei mesi dal divorzio; in questo periodo esse non erano soggette a sanzioni.
La Lex Papia poi estese tali periodi rispettivamente a due anni e ad un anno e sei mesi.
Un uomo, al compimento del sessantesimo anno, e una donna, al compimento del cinquantesimo anno, non erano più soggetti ad alcune sanzioni della legge; ma, qualora non avessero obbedito alla legge prima del compimento delle predette età, essi erano colpiti dalle sue sanzioni in perpetuo mediante un Senatus consultum Pernicianum.
Un successivo Senatus consultum Claudianum modificò a tal punto il rigore delle nuove regole da concedere a un uomo che si sposava dopo i sessanta anni gli stessi vantaggi che avrebbe avuto sposandosi prima dei sessanta anni, purché sposasse una donna avente meno di cinquanta anni.
La giustificazione di tale modifica alle regole era il principio legale secondo il quale una donna con meno di cinquanta anni poteva ancora avere figli.
Nel caso in cui la donna avesse avuto più di cinquanta anni e l'uomo meno di sessanta si parlava di impar matrimonium; in questo caso, per effetto di un Senatus consultum Calvitianum, il matrimonio era completamente privo di effetti ai fini dell'annullamento dell'incapacità di ricevere legata e doti.
Alla morte della donna, pertanto, la dote (dos) diveniva caduca.
Secondo la Lex Papia Poppaea, un candidato al matrimonio che aveva parecchi figli era preferito a uno che ne aveva pochi.
I liberti che avevano un certo numero di figli erano resi liberi operarum obligatione (con obbligo di opere), mentre le libertae, che avevano quattro figli, erano liberate dalla tutela dei loro patroni.
Coloro che avevano tre figli e vivevano a Roma, quattro e vivevano in Italia o cinque e vivevano nelle province erano esentati dall'ufficio di tutor o curator.
Dopo l'approvazione di questa legge, divenne usuale per il senato e, in seguito, per l'imperatore (princeps), di concedere occasionalmente, come privilegio, lo stesso vantaggio che la legge garantiva a coloro che avevano figli.
Questo privilegio era chiamato jus liberorum.
Plinio afferma di aver recentemente ottenuto dall'imperatore, per un suo amico, lo jus trium liberorum.
Questo privilegio è citato in alcune iscrizioni, sulle quali talvolta compare l'abbreviazione I. L. H. (jus liberorum habens), equivalente alla forma jura parentis habere.
L'imperatore M. Antonino stabilì che i bambini dovessero essere registrati per il nome entro i trenta giorni successivi alla nascita presso il Praefectus Aerarii Saturni.
La legge imponeva sanzioni anche agli orbi, cioè alle persone sposate che non avevano avuto figli (qui liberos non habent, Gaio, ii.111) nell'intervallo di età compreso fra i venticinque e i sessanta anni per gli uomini e dai venti ai cinquanta anni per le donne.
Secondo la Lex Papia, gli orbi potevano ricevere soltanto la metà di una hereditas o di un legatum che era stato lasciato a loro .
Sembra che si sia tentato di aggirare queste prescrizioni tramite le adozioni, tanto che un Senatus consultum Neronianum dichiarò tali adozioni inefficaci per lo scopo di evitare le sanzioni di questa legge.
Come regola generale, un marito e una moglie potevano lasciare ad un terzo solamente la decima parte della loro proprietà; ma ci furono eccezioni rispetto al numero di bambini nati dal matrimonio o da un altro matrimonio di uno dei due coniugi, cosicché potevano disporre liberamente di una parte maggiore dell'eredità.
Questo privilegio poteva essere anche acquisito attraverso l'ottenimento del Jus Liberorum .